# NGC 2322
NGC 2322 ist eine Balken-Spiralgalaxie vom Hubble-Typ SBa im Sternbild Luchs am Nordsternhimmel. Sie ist schätzungsweise 284 Millionen Lichtjahre von der Milchstraße entfernt und hat einen Durchmesser von etwa 90.000 Lichtjahren.
Im selben Himmelsareal befindet sich u. a. die Galaxie NGC 2315, NGC 2320, NGC 2321, NGC 2326.
Das Objekt wurde am 28. Dezember 1790 vom deutsch-britischen Astronomen William Herschel.